# 戸隠バードライン
戸隠バードライン（とがくしバードライン）は、長野県長野市街地から、飯綱高原、戸隠高原への観光アクセスの向上を目的として、長野県企業局によって建設された有料道路（道路運送法に基づく一般自動車道）である。この道路の開通により、開通前、長野市街地から戸隠まで車で2時間かかっていたのが、40分に短縮された。地すべり災害（後述）を経て一部区間が廃道となり、残りの区間も長野市道及び長野県道として無料開放された。

## 概要

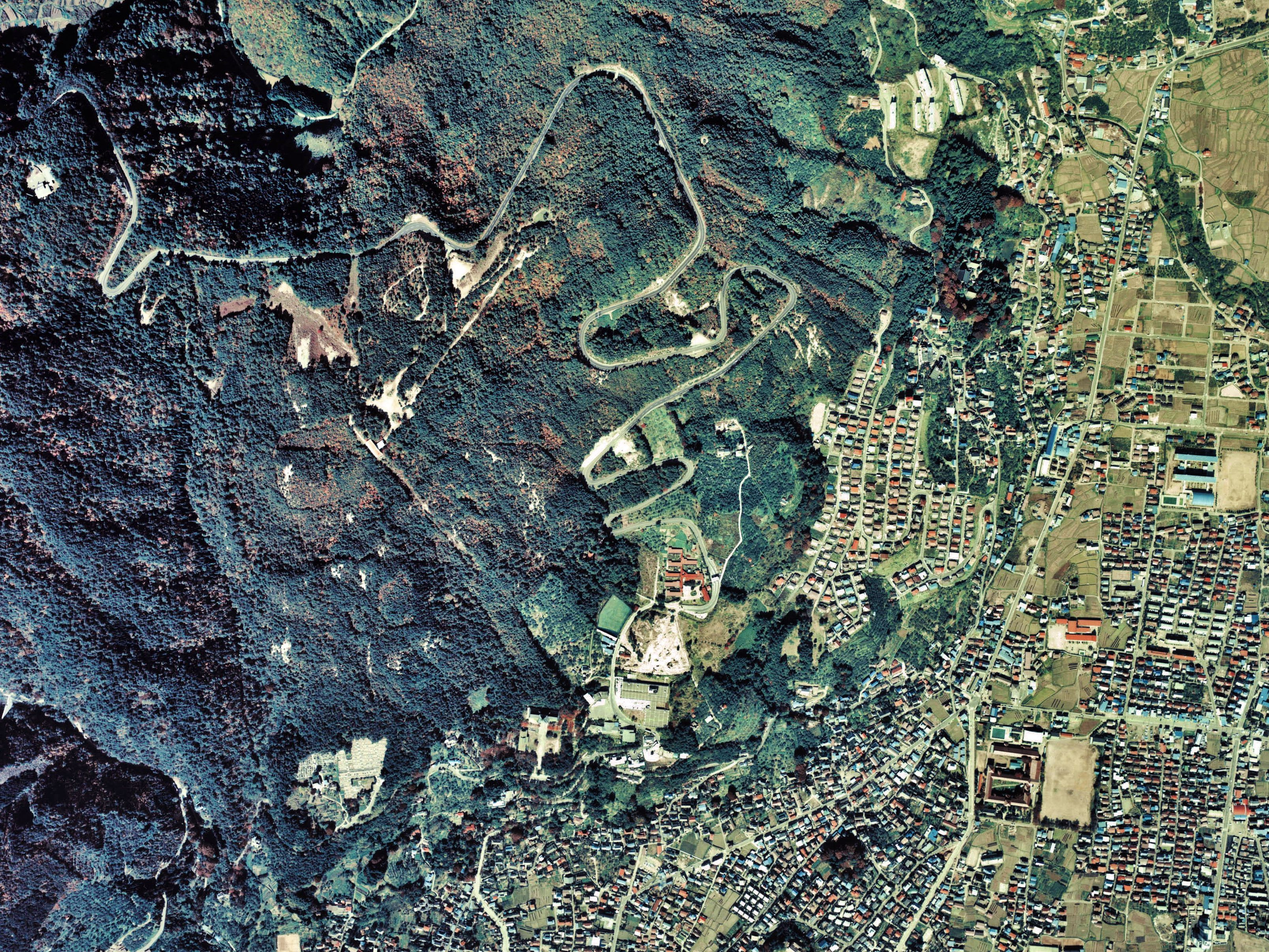
地すべり災害前の地附山を走る戸隠バードライン

### 路線データ
- 始点　長野県長野市上松（被災前）
- 終点　長野県長野市戸隠（開通当時は上水内郡戸隠村）
- 全長　17.0km
- 幅員　 5.5m
- 適用法律　道路運送法
- 事業費　11億4660万円

### 地すべり災害による一部廃道
1985年（昭和60年）7月、長野市の地附山（じづきやま）地すべり災害により、始点である長野市上松から地附山を登る区間が流失し、不通となった。長野県は、地質条件の悪さと建設事業費の巨額さからこの災害による不通区間の復活を断念し、迂回路がなく不通区間につながっていた大峰山から地附山の区間を廃道した。
不通区間を迂回する暫定的なルートとして、長野市道大座法師池西高線が使用された。しかしこのルートには、通称：七曲り（ななまがり）と呼ばれるヘアピンカーブの連続区間があり、路線バスを除く大型車の通行ができなかった。そのため長野県は、オリンピックの開催に合わせ、ここより少し北に位置する長野県道506号戸隠高原浅川線の改修を進め、浅川ループラインを開通させた。これを新しく飯綱高原へのアクセス道路として現在に至っている。
なお、地附山地すべり災害に関して、これに巻き込まれ亡くなった遺族が起こした裁判で、1997年6月、長野地方裁判所は「戸隠有料道路の管理の瑕疵（かし）が地すべりの原因になった」という判決を下した。そして災害から20年にあたる2005年7月、田中康夫長野県知事（当時）は、県と市に責任があったことを認め、謝罪した。

## 沿革
- 1963年（昭和38年）1月 - 長野県企業局により建設開始。
- 1964年（昭和39年）7月 - 豪雨のため長野市側工区で一部盛土欠損。
- 1964年（昭和39年）8月12日 - 一部供用開始（未舗装）。
- 1964年（昭和39年）9月16日 - 全線供用開始（未舗装）。
- 1965年（昭和40年）5月 - 全線舗装工事開始。
- 1965年（昭和40年）9月17日 - 全線舗装完了。
- 1985年（昭和60年）7月12日 - 豪雨の中、始点の上松料金所付近で、道路に亀裂が確認されたため、料金所より先2.2km全面通行止。
- 1985年（昭和60年）7月25日 - 地附山地すべり災害発生。道路流出のため、上松・大峰山間不通。
- 1997年（平成9年）4月1日 - 無料開放。

## 有料時の通行料金
- 大峰山 - 飯綱　普通車200円・二輪車100円・大型車600円・特大車800円
- 飯綱 - 戸隠　普通車100円・二輪車100円・大型車210円・特大車410円

（1990年5月当時）
この他、付近住民のための定期券もあった。
料金所は湯谷団地と大座法師池、大久保、後に飯綱高原の大谷地湿原に設けられていた。無料開放後、順次撤去されたが、大谷地湿原にあった物は比較的新しい事もあり、戸隠の「そば博物館とんくるりん」に移設保存されている。

## 現在構成する路線
- 長野市道大座法師池西高線（七曲り・長野市富田間）
- 長野市道芋井105号線（長野市富田・長野市上ケ屋飯綱原間）
- 長野県道506号戸隠高原浅川線（長野市上ケ屋飯綱原・長野市戸隠間）